# Sərdar Həsənov
Sərdar Həsənov (* 12. Mai 1985 in Baku) ist ein aserbaidschanischer Gewichtheber.

## Karriere
Həsənov erreichte bei den Europameisterschaften 2008 den fünften Platz in der Klasse bis 62 kg und nahm an den Olympischen Spielen 2008 teil. 2009 wechselte er in die Klasse bis 69 kg und wurde bei den Europameisterschaften Achter. Bei den Europameisterschaften 2010 belegte er den fünften und bei den Weltmeisterschaften 2010 den sechsten Platz. 2011 wurde er bei den Weltmeisterschaften 2011 Fünfter. Bei den Olympischen Spielen 2012 erreichte er den achten Platz.

## Doping-Wiederholungstäter
2013 wurde Həsənov bei den Europameisterschaften Zweiter. Da sein Dopingtest positiv ausfiel, wurde ihm seine Medaille aberkannt und er wurde für zwei Jahre gesperrt. 2016 wurde seine Dopingprobe von den Olympischen Spielen 2008 mit verbesserten Methoden erneut getestet und ein positiver Befund festgestellt. Das IOC disqualifizierte ihn nachträglich.